# Palacio para la Acrópolis
El Palacio para la Acrópolis (en alemán: Akropolispalast) fue un proyecto diseñado por el arquitecto alemán Karl Friedrich Schinkel en los años 1830. Sin embargo, jamás pudo construirse, ya que Schinkel sobreestimó la capacidad económica del Rey de Grecia.

## Historia

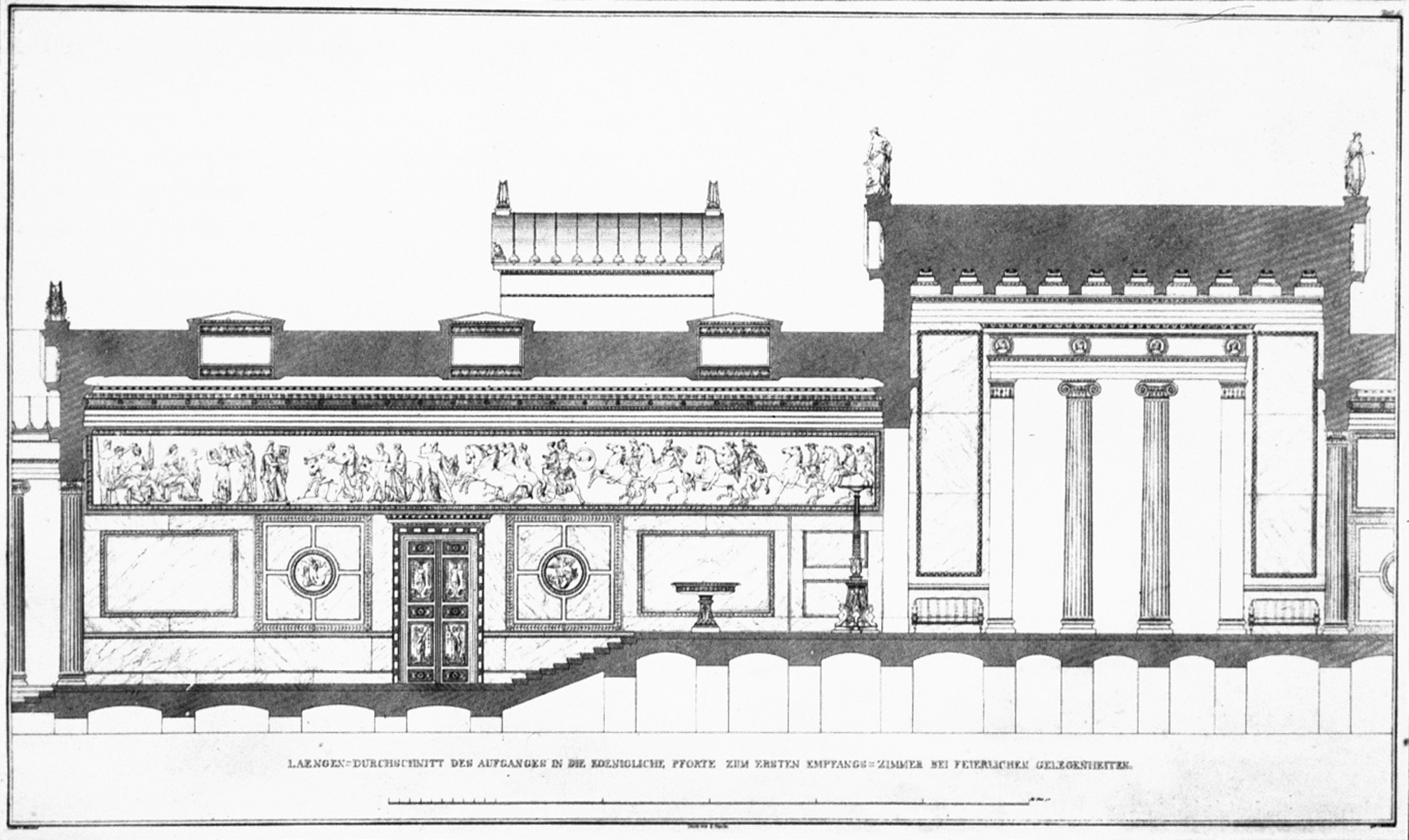
Sección longitudinal del corredor real.

Una gran parte de los edificios arquitectónicos que forman la Acrópolis de Atenas se edificaron durante la época de Pericles (469 a. C.-429 a. C.). La plataforma estaba rodeada por una muralla construida por los pelasgos, que sustituyó otra anterior más primitiva; más tarde se construyó un templo, el Hecatompedón, que fue destruido por el rey persa Jerjes I. Sobre estas ruinas, Pericles levantó el Partenón junto con el resto de los edificios repartidos por toda la montaña. Todos se conservaron en bastante buen estado hasta el siglo XVI, cuando a causa de la dominación otomana el Partenón se convirtió en mezquita, el Erecteión en harén y los Propileos en polvorín.
Reino de Grecia
Otón, fue el primer rey de Grecia. Los griegos se habían levantado contra el Imperio otomano en 1821, manteniendo una lucha que duró hasta 1829. Grecia había sido dirigida desde 1828 por Juan Capodistria, pero después de su asesinato en 1831, el país se sumió en una guerra civil. En esta etapa, las Grandes Potencias intervinieron y decidieron convertir a Grecia en un reino

## Características
En 1832, tras la guerra de independencia de Grecia, se eligió como nuevo rey griego al príncipe Otto de Baviera, quien entró en contacto con Schinkel para planear la construcción de un nuevo palacio real.
El arquitecto desarrolló un proyecto para construir un palacio y unos jardines en la Acrópolis de Atenas, sobre las ruinas de los antiguos templos, prestando particular atención a la forma en que el nuevo edificio se integraría con los restos de los Propileos y el Partenón.

## Comparación entre el proyecto y los edificios existentes
1. Partenón
2. Antiguo templo de Atenea
3. Erecteión
4. Estatua de Atenea Promacos
5. Propileos
6. Templo de Atenea Niké
7. Eleusinión
8. Santuario de Artemisa Brauronia
9. Calcoteca
10. Pandroseión
11. Arreforión
12. Altar de Atenea
13. Santuario de Zeus Polieo
14. Santuario de Pandión
15. Odeón de Herodes Ático
16. Stoa de Eumenes
17. Santuario de Asclepio o Asclepeion
18. Teatro de Dioniso Eléuteros
19. Odeón de Pericles
20. Témenos de Dioniso
21. Aglaureión